# سبینال (تگزاس)
سبینال، تگزاس (به انگلیسی: Sabinal, Texas) یک شهر در ایالات متحده آمریکا با جمعیت ۱٬۶۹۵ نفر است که در تگزاس واقع شده‌است.

## موقعیت جغرافیایی
موقعیت جغرافیایی شهرها و مناطق اطراف به شرح زیر است: